# Kasaritsa
Kasaritsa (Duits: Alt-Kasseritz) is een plaats in de Estlandse gemeente Võru vald, provincie Võrumaa. De plaats heeft de status van dorp (Estisch: küla).

## Bevolking
De ontwikkeling van het aantal inwoners blijkt uit het volgende staatje:
| Jaar            | 2000 | 2011 | 2017 | 2019 | 2021 |
| --------------- | ---- | ---- | ---- | ---- | ---- |
| Aantal inwoners | 67   | 40   | 49   | 62   | 62   |

## Ligging
Kasaritsa ligt in het Hoogland van Haanja. De vlek Kose ligt 3 km ten noorden en de provinciehoofdstad Võru 6 km ten noordwesten van Kasaritsa. De beek Koreli oja loopt over het grondgebied van de plaats.

## Geschiedenis
Kasaritsa behoorde tot 1558 als Wacke Kasseritz tot het gebied dat viel onder het slot Neuhausen (Vana-Vastseliina). Een Wacke was een administratieve eenheid voor een groep boeren met gezamenlijke verplichtingen. Tussen 1588 en 1592 ontstond op het grondgebied van de vroegere Wacke, die in de Lijflandse Oorlog ontvolkt was geraakt, een landgoed Kazarycza of Kasseritz. In het midden van de 17e eeuw werd het landgoed gesplitst in Alt-Kasseritz en Neu-Kasseritz (Oud- en Nieuw-Kasseritz). In 1691 werden beide landgoederen kroondomein.
Neu-Kasseritz werd uiteindelijk, in de jaren zeventig van de 20e eeuw, Verijärve. Alt-Kasseritz heette in het Estisch Vana-Kasaritsa. Het dorp waarin het bestuurscentrum van het landgoed lag, kreeg ook die naam. Tussen 1939 en 1950 was het de hoofdplaats van een gemeente Kasaritsa. In de jaren zeventig werd Vana-Kasaritsa omgedoopt in Kasaritsa.